# 오렐리앵 체주
오렐리앙 베야르 체주 퐁강(프랑스어: Aurélien Bayard Chedjou Fongang, 1985년 6월 20일 ~ )는 카메룬의 전 축구 선수이다. 과거 중앙 수비수로 활약하였다.